# همرفت گوشته

همرفت کلی و سراسری گوشته

همرفت گوشتهٔ زمین (به انگلیسی: Mantle convection) خزش بسیار آهستهٔ گوشتهٔ جامد سیلیکاتی زمین است که ناشی از جریان‌های همرفت حامل گرما از درون سیاره به سطح آن است.
سطح زمین یا سنگ‌کره بر روی سست‌کره (استنوسفر) سوار است. این دو با هم گوشته بالایی زمین را تشکیل می‌دهند. سنگ‌کره به تعدادی صفحه تقسیم شده که زمین‌ساخت‌های صفحه‌ای نام دارند. این صفحه‌ها به‌طور مداوم در طول زمان در مرزهای خود با صفحهٔ مجاور «ایجاد» و «خورده» می‌شوند. «ایجاد» با افزوده‌شدن گوشته به لبه‌های رو به رشد یک صفحه، همراه با گسترش بستر اقیانوس، رخ می‌دهد. مواد گوشته‌ای گرم و داغ با از دست دادن دمای خود از راه رسانش و همرفتِ، سرد می‌شود. در لبه‌های در حال خوردگیِ صفحه، مواد با از دست دادن دما متراکم و سخت شده زیر بار وزن خود و در فرایند فرورانش معمولاً در یک درازگودال، فرومی‌رود.
این مادهٔ فرورانش شده به بخش درونی‌تر زمین فرومی‌رود. به نظر می‌رسد برخی از مواد فروریخته به جبهه «گوشتهٔ زیرین» می‌رسند، در حالی که در جاهای دیگری، از غرق شدن بیشتر این مواد جلوگیری می‌شود، احتمالاً این به دلیل انتقال فاز از لعل‌گونگی به پروسکایت سیلیکات و منیزویوستیت؛ که یک فرایند واکنش گرماگیر (اندوترمیک) است، رخ می‌دهد.
فرورانش پوستهٔ اقیانوس آتشفشان‌خیزی ایجاد می‌کند؛ هرچند مکانیسم‌های اساسی گوناگونی در کار هستند. آتشفشان ممکن است در اثر فرایندهایی که ویژگی شناوری گوشته را افزایش می‌دهند و در نتیجه جریان مواد نیمه‌مذاب را که چگالی کمتری پیدا کرده‌اند را به سوی بالا بفرستند رخ دهد، که جریان رو به بالای مواد نیمه‌ذوب نتیجهٔ آن است. همرفت ثانویه ممکن است باعث آتشفشان سطحی در نتیجه پسوند داخل صافی و لکه‌های گوشته شود.صفحه‌های زمین‌ساختی (تکتونیکی) در سطح زمین حرکت کنند. به نظر می‌رسد در دوران پیشازیستی (هادئن) بسیار فعال‌تر بوده و در نتیجهٔ مرتب‌سازی گرانشی آهن مذاب سنگین، نیکل و سولفیدها به سوی هسته و مواد معدنی سبک‌تر سیلیکات به گوشته رسیده‌است.

## گونه‌های همرفت
در اواخر سدهٔ بیستم، در جامعهٔ ژئوفیزیک بحث درخور توجهی در این باره صورت گرفت که: همرفت احتمالاً می‌تواند «لایه لایه» یا به صورت «کل» (یکپارچه) باشد. اگرچه گفتگو پیرامون بخش‌های این بحث هنوز هم ادامه دارد، نتیجه‌گیری‌های به دست آمده از توموگرافی لرزه‌ای، شبیه‌سازی عددی انتقال گوشته و بررسی میدان گرانشی زمین، جهت همه به سوی وجود همرفت گوشته‌ای به صورت «کل»؛ دست کم در زمان حاضر، است. در این مدل، سنگ‌کرهی سرد اقیانوسی تشنهٔ حرارت، از تمام سطح تا مرز هسته–گوشته (CMB) فرومی‌رود و ستون‌های داغ گوشته‌ای از CMB تا رسیدن به سطح بالا می‌روند. این تصویر تا اندازهٔ زیادی برپایهٔ نتایج مدل‌های توموگرافی جهانی لرزه‌ای؛ که به‌طور معمول ناهنجاری‌های صفحه و ستون گوشته‌ای را نشان می‌دهد، منطقهٔ انتقال گوشته را نشان می‌دهد.
اگرچه اکنون به خوبی پذیرفته شده‌است که صفحات فرعی از ناحیه انتقال گوشته عبور می‌کنند و به جبهه زیرین می‌روند، بحث در مورد وجود و استمرار ستون گوشته‌ای همچنان ادامه دارد، با پیامدهای مهم در مورد سبک جابجایی همرفت گوشته. این بحث با بحث و گفتگو در رابطه با اینکه آیا آتشفشان‌خیزی میان‌صفحه‌ای ناشی از فرایندهای گوشته‌های بالایی که در عمق کم قرار دارند است، یا در نتیجهٔ ستون‌های گوشته‌ای زیرین ایجاد می‌شود، ارتباط دارد. بسیاری از مطالعات ژئوشیمی معتقدند که گدازه‌های فوران شده در مناطق داخل قطعه از نظر ترکیب با بازالت‌های رج اقیانوس کم عمق مشتق از کم عمق (MORB) متفاوت هستند. به‌طور خاص، آنها معمولاً نسبت هلیوم -۳ - هلیوم -۴ را بالا می‌برند. هلیوم -۳ به عنوان یک هسته اولیه اولیه، به‌طور طبیعی روی زمین تولید نمی‌شود. همچنین هنگام فوران سریعاً از جو زمین فرار می‌کند. نسبت بالا او نسبت به He / 3 / He-4 از بازالت‌های جزیره اقیانوس (OIBs) نشان می‌دهد که آنها باید منبعی از بخشی از زمین باشند که قبلاً ذوب و پردازش نشده به همان روش منبع MORB شده‌است. این تعبیر شده‌است که منشأ آنها از ناحیه ای متفاوت و کمتر آمیخته، تفسیر شده‌است، که گوشته ای از آن است. با این حال، دیگران یادآوری کرده‌اند که اختلافات ژئوشیمیایی می‌تواند نشانگر ورود مقدار کمی از مواد تقریباً سطحی از سنگ‌کره باشد.

## گستره و توان همرفت
بر روی زمین، عدد ریلی برای انتقال در درون گوشتهٔ زمین در مرتبهٔ ۱۰۷ تخمین زده می‌شود، که نشان‌دهنده همرفتی جدی است. این مقدار با همرفت کامل گوشته مطابقت دارد (یعنی انتقال همرفتی که از سطح زمین تا مرز با هسته امتداد می‌یابد). در مقیاس جهانی، بیان سطح این همرفت حرکات صفحه تکتونیکی است و بنابراین دارای سرعت چند سانتی‌متر در سال است. سرعت جابجایی در مقیاس کوچک در مناطقی که دارای ویسکوزیته کم در زیر لیتوسفر هستند، می‌تواند سریعتر باشد و در گوشته کمترین جایی که ویسکوزیته‌ها بزرگتر هستند، کندتر باشد. یک چرخه همرفت منحصر به فرد حدود ۵۰ میلیون سال طول می‌کشد، هرچند همرفت عمیق‌تر می‌تواند نزدیک به ۲۰۰ میلیون ساله باشد.
در حال حاضر، تصور می‌شود که همرفت کامل گوشته‌ها شامل نزولی گسترده در مقیاس زیر قاره آمریکا و اقیانوس آرام غربی، هر دو منطقه با سابقه طولانی فرورانش، و جریان رو به رشد در زیر اقیانوس آرام مرکزی و آفریقا، که هر دو نشان می‌دهند توپوگرافی پویا مطابق با بالا آمدن است. این الگوی پهنای جریان نیز با حرکات صفحه تکتونیکی سازگار است، که بیان سطح همرفت در گوشته زمین است و در حال حاضر نشانگر همگرایی درجه ۲ به سمت اقیانوس آرام غربی و قاره آمریکا، و واگرایی به دور از اقیانوس آرام مرکزی و آفریقا. تداوم عدم تمایز تکتونیکی خالص به دور از آفریقا و اقیانوس آرام برای 250 Myr گذشته نشان‌دهنده پایداری طولانی مدت این الگوی جریان اصلی گوشته‌ها، و با مطالعات دیگر سازگار است. ثبات بلند مدت مناطق LLSVP از جلیقه پایین‌ترین که پایه این پیشرفت‌ها را تشکیل می‌دهد.

## همرفت گوشته در دیگر جسم‌های آسمانی
می‌توان انت‍ظار داشت که روند مشابهی مانند این همرفت آهسته در فضای داخلی سیاره‌های دیگر (به عنوان مثال، زهره و مریخ) و نیز در برخی از قمرها (مثلاً، اروپا، انسلادوس) رخ می‌دهد (یا رخ داده‌است).